# خيرة مسجد (قوريغل)
خیرة مسجد (بالفارسية: خیره‌مسجد) هي مستوطنة تقع في إيران في قسم قوريغل الريفي. يقدر عدد سكانها بـ 423 نسمة .